# Alastair Stout
Alastair Stout es un actor británico. En mayo de 2025 se confirmó que interpretará a Ron Weasley en la próxima serie de televisión de HBO basada en Harry Potter. Compartirá protagonismo con Dominic McLaughlin y Arabella Stanton, quienes interpretarán a Harry Potter y Hermione Granger, respectivamente.
La filmación comenzó en julio de 2025, con un estreno previsto para 2027. A diferencia de sus compañeros, Stout no cuenta con otros créditos actorales, salvo su aparición en una campaña publicitaria de Albert Bartlett para promocionar la papa Jersey Royal, una variedad británica muy reconocida.

## Filmografía
| Indica proyectos que aún no han sido estrenados. | Indica proyectos que aún no han sido estrenados. |

### Televisión
| Año  | Título       | Personaje   | Notas        | Ref.  |
| ---- | ------------ | ----------- | ------------ | ----- |
| 2027 | Harry Potter | Ron Weasley | Protagonista | [ 2 ] |